# Шиндлер, Валентин
Валентин Шиндлер (нем. Valentin Schindler; 1543, Эдеран — 1604, Хельмштедт) — немецкий гебраист. Профессор еврейского языка в Виттенбергском и Хельмштадтском университетах.

## Жизнь
Шиндлер вступил в Курфюрстскую земельную школу Пфорта 6 марта 1555 года и поступил в Лейпцигский университет в летнем семестре 1558 года. 28 июля 1562 года он перешёл в Виттенбергский университет. Здесь 7 сентября 1564 года он получил степень бакалавра, а 9 марта 1568 года — степень магистра философии, и в 1571 году он был принят на работу на философский факультет.
В том же году он занял должность профессора иврита и перешёл на философский факультет. Он был деканом факультета в зимнем семестре 1576 года и 1585 года, ректором в летнем семестре 1579 года и проректором Alma Mater в следующем зимнем семестре. Под давлением представителей лютеранской ортодоксии он был изгнан из своей должности в Университете Виттенберга в 1593 году и 3 декабря 1593 года стал профессором ивритского языка в Хельмштедтском университете. Шиндлер был признанным ориенталистом своего времени, его основная работа Lexicon pentaglottum была опубликована после его смерти и несколько раз переиздавалась в XVII веке.

## Семья
Шиндлер был женат как минимум дважды. Его первый брак был заключён до 1574 года с Катариной Н.Н. († 10 ноября 1585 года в Виттенберге при родах). Имя его второй жены неизвестно. Вероятно, он вступил в брак с ней за пределами Виттенберга между 1586 и 1588 годами. Известны следующие дети:
- Валентин Шиндлер I (* 17 января 1574 года в Виттенберге; † в молодости)
- Валентин Шиндлер II (* 20 ноября 1575 года в Виттенберге; † в молодости)
- Кристоф Шиндлер (* 16 января 1579 года в Виттенберге; † 18 ноября 1579 года там же)
- Кристиан Шиндлер, летом 1579 года поступил в Университет Виттенберга.
- Андреас Шиндлер (* 2 декабря 1580 года в Виттенберге)
- Элиас Шиндлер (* 14 июня 1582 года в Виттенберге)
- Феликс Шиндлер (* 14 января 1589 года в Виттенберге)
- Кристина Шиндлер вышла замуж 4 ноября 1589 года за пробста из Клёдена М. Георга Нимана из Торгау

## Труды
- Institutionum hebraicarum libri VI. Henckel, Wittenberg 1512. (Digitalisat) Spätere Ausg. 1581, 4. Aufl. 1603.
- De accentibus Hebraeorum tractatus. Crato, Wittenberg 1596. (Digitalisat)
- Qoṣer ham-miqrâ. Continens Insigniora Veteris ac Novi Testamenti dicta Hebraice, Chaldaice, Syriace, Graece, Latine, et Germanice = Epitome Bibliorum. Crato, Wittenberg 1578. (Digitalisat)
- Lexicon Pentaglotton, Hebraicum, Chaldaicum, Syriacum, Talmudico-Rabbinicum, et Arabicum. Hanne, Hanau 1612. (Digitalisat) Spätere Ausg. 1649, 1653, 1695 in Frankfurt am Main.